# IP Близнецов
IP Близнецов (лат. IP Geminorum) — двойная затменная переменная звезда типа Беты Лиры (EB) в созвездии Близнецов на расстоянии (вычисленном из значения параллакса) приблизительно 14 712 световых лет (около 4 511 парсек) от Солнца. Видимая звёздная величина звезды — от +15,2m до +13,8m. Орбитальный период — около 2,349 суток.

## Характеристики
Первый компонент — жёлто-белая звезда спектрального класса F. Эффективная температура — около 6576 К.
Второй компонент — жёлто-белая звезда спектрального класса F.